# 天主教科爾多瓦總教區
天主教科爾多瓦總教區（拉丁語：Archidioecesis Cordubensis in Argentina）是阿根廷一個羅馬天主教教省總教區，下轄四個教區、一個自治監督區。是該國十四個總教區之一。
1570年5月10日升為教區，原屬利馬總教區，原來座堂位於聖地亞哥-德爾埃斯特羅，1697年11月28日遷至科爾多瓦。1934年4月20日升為總教區。
總教區範圍包括科爾多瓦省中部共七縣。2006年有教友1,814,000人（佔轄區總人口90.0%）、114個堂區、344名司鐸。現任教區總主教為嘉祿·若瑟·尼亞涅斯。